# 亞歷山德里夫卡 (切爾尼希夫區)
亚历山德里夫卡（烏克蘭語：Олександрівка）是烏克蘭切爾尼戈夫州切爾尼戈夫區的村莊，始建於1765年，海拔152米，人口364人（2001年）。